# Flughafen Ixtepec

i8
i11
i13
Der Flughafen Ixtepec (spanisch Aeropuerto Nacional de Ixtepec, IATA-Code: IZT, ICAO-Code: MMIZ) ist ein nationaler Flughafen bei der Stadt Ixtepec im Süden des Bundesstaats Oaxaca im Süden Mexikos. Er wird teilweise militärisch genutzt.

## Lage
Der Flughafen Ixtepec liegt bei der etwa 40 km nördlich der Pazifikküste gelegenen mexikanischen Stadt Ixtepec und etwa 550 km (Luftlinie) südöstlich von Mexiko-Stadt in einer Höhe von ca. 50 m.

## Flugverbindungen
Derzeit finden nur Flüge von und nach Mexiko-Stadt und Oaxaca statt.

## Passagierzahlen
Im Jahr 2017 der Flughafen für den zivilen Verkehr zugelassen; ein Jahr später wurden annähernd 40.000 Passagiere abgefertigt. Danach erfolgte ein Rückgang infolge der COVID-19-Pandemie.